# Atis Kronvalds
Atis Kronvalds o Kronvaldu Atis (15 de abril de 1837 - 17 de febrero de 1875) fue un escritor, lingüista y maestro letón. 

## Juventud
Kronvalds era hijo de un sastre, pero creció con curas de Durbe. Tras sus estudios en Liepāja se hizo profesor particular. En 1860 comenzó a estudiar medicina en la Universidad de Berlín; sin embargo abandonó tras medio año, cuando se le acabó el dinero. Volvió a Letonia, donde se puso a trabajadŕ como profesor particular en Durbe.

## Participación en el movimiento «Jóvenes letones»
Tras su vuelta a Letonia, Kronvalds se unió al movimiento nacionalista letón Jaunlatviēšy (Jóvenes letones) y se convirtió en un apasionado defensor de los derechos, la lengua y la cultura letones. En 1865 se trasladó a Tartu para estudiar pedagogía en la Universidad de Tartu. En 1868 se convirtió en profesor en la misma universidad.
Participó activamente en las actividades sociales de la «Sociedad letona» local; principalmente renovó la tradición de las «Tardes letonas», iniciadas por Krišjānis Valdemārs. También escribió sobre teoría de la educación y varios artículos sobre educación y lingüística. En 1872 escribió  Nationale Bestrebungen, el manifiesto de los «Jóvenes letones». 
En 1873 Kronvalds se trasladó a Vecpiebalga, donde trabajó de profesor en una escuela local; también participó ese mismo año en el primer Festival de canción y danza letonas, con dos discursos. Es uno de los más famosos autores letones de todos los tiempos.